# Cường Để
Kỳ Ngoại hầu Cường Để (chữ Hán: 畿外侯•彊㭽; 1882–1951) là Hoàng thân nhà Nguyễn (cháu 4 đời của Nguyễn Phúc Cảnh), và là một nhà cách mạng Việt Nam vào đầu thế kỷ 20.

## Thân thế
Ông nguyên tên là Nguyễn Phúc Dân (阮福民), ấu danh Mệ Cưởi, sinh ngày 11 tháng 1 năm Nhâm Ngọ (tức 28 tháng 2 năm 1882) tại Huế, là con của Hàm Hóa Hương công Nguyễn Phúc Tăng Nhu. Ông là cháu 5 đời dòng đích của vua Gia Long, là cháu trực hệ của Hoàng tử Cảnh. Do Hoàng tử Cảnh mất sớm, tổ phụ ông là Hoàng tôn Đán bấy giờ còn nhỏ tuổi, ngôi vua truyền cho con thứ 4 là Hoàng tử Đảm, tức vua Minh Mạng.

## Quá trình hoạt động
Vì là dòng dõi chính thống trong Hoàng tộc nên nhiều nhà ái quốc như Phan Đình Phùng, Phan Bội Châu đã có kế hoạch liên lạc với gia đình ông để lập lại ngôi vua, thay cho vua Khải Định vì vị vua này hợp tác với thực dân Pháp. Tuy nhiên vì lý do tuổi già, cha ông từ chối, nhưng giới thiệu ông thay mặt gia đình tham gia phong trào. Biệt danh Nguyễn Trung Hưng (阮中興) của ông có từ đó. Khi Phan Đình Phùng mất, khả năng đấu tranh bằng lực lượng vũ trang cũng không còn, ông chuyển sang hoạt động chính trị.

### Sang Nhật Bản 1906–1910
Năm 1906, ông trốn sang Nhật và cùng với Phan Bội Châu cổ động phong trào Đông Du. Là một Hoàng thân nhà Nguyễn, ông có tư tưởng quân chủ lập hiến và nhận làm người lãnh đạo Việt Nam Phục quốc Đồng minh Hội. Địa bàn ảnh hưởng của ông mạnh nhất trong giới giáo dân Cao Đài. Thời gian ở Nhật ông giả dạng là người Tàu hoặc Nhật và dùng một số bí danh như Lâm Đức Thuận (chữ Hán: 林徳順, Hayashi Tokujun) để tránh sự theo dõi của nhà chức trách Nhật và Pháp.

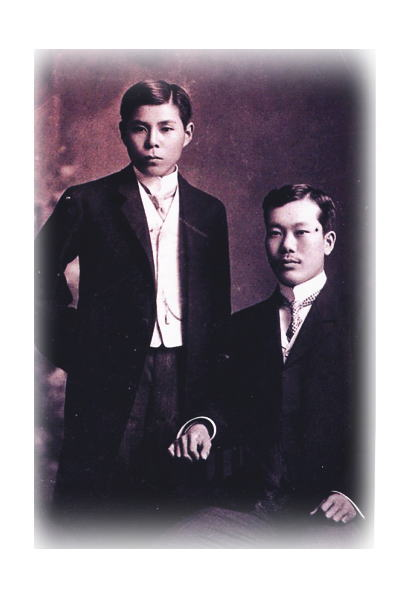
Cường Để (đứng) và Phan Bội Châu (ngồi) tại Nhật Bản, khoảng năm 1907

### Sang Trung Hoa và Xiêm La 1910–1915
Năm 1910, người Nhật do muốn vay 300 triệu franc từ chính phủ Pháp nên chấp thuận yêu sách của Pháp trục xuất ông và Phan Bội Châu, cũng như các học viên thuộc phong trào Duy Tân tại Nhật. Ông phải rời bỏ Nhật sang Trung Quốc và lưu lạc một thời gian ở Xiêm và sang cả Âu Châu. Các học viên của phong trào Duy Tân cũng theo ông sang Trung Quốc tiếp tục hoạt động phản kháng Pháp, đa số sau này không trở về Việt Nam mà trở thành công chức trong bộ máy chính quyền ở Trung Quốc, hoặc làm quan nhỏ như quan huyện ở địa phương.

### Trở lại Nhật Bản
Năm 1915 ông trở về Nhật Bản, cư ngụ ở phường Ômori, Tokyo, giao du với những chính khách Nhật như Inukai Tsuyoshi, Kashiwabara Buntaro, và Matsui Iwane. Những nhân vật này cũng tham gia hiệp hội Kissaragi-Kai với chủ trương ủng hộ tinh thần và tài chính cho Cường Để. Vì trông cậy vào người Nhật, ông ủng hộ quân đội Đế quốc Nhật Bản đưa quân vào Việt Nam thời Chiến tranh thế giới thứ hai vì nghĩ họ có thể giải phóng đất nước khỏi tay thực dân Pháp.
Tuy nhiên sau đó vì thấy Nhật Bản không thật tình muốn giúp người Việt mà chỉ muốn tranh giành ảnh hưởng với các cường quốc Tây phương tại Á Đông, ông đã thất vọng.

### Đài Loan
Trong Thế chiến II, người Nhật đã thành lập Tập đoàn Thực dân Đài Loan (台灣拓殖株式会社/Đài Loan Thác thực Châu thức Hội xã) trực thuộc Phủ Tổng đốc Đài Loan thuộc Nhật để phục vụ chính sách Nam tiến. Tập đoàn mở rộng ra các chi nhánh tại Hà Nội, Hải Phòng và Sài Gòn trong các lĩnh vực nông nghiệp, lâm nghiệp và khai khoáng, và từ tháng 10 năm 1939 đến tháng 5 năm 1941, người Nhật đưa Cường Để sang Đài Loan để phục vụ công tác truyền thanh dưới tên Lâm Đức Hùng (chữ Hán: 林徳雄, Hayashi Tokuo). Trạm truyền thanh được đặt tại 147 Saiwai-cho, thành phố Đài Bắc (nay là Trung tâm Văn học Đài Loan trên phố Tế Nam/濟南路). Trên biển tên nhà riêng của ông tại 5-86 Onari-cho, đằng sau khách sạn Ambassador trên đường Trung Sơn Bắc còn ghi một bí danh khác là Nam Nhất Hùng (chữ Hán: 南一雄, Minami Kazuo).

### Cuối đời
Mất nhà trong cuộc chiến, ông đến sống tại tầng hai nhà Giáo sư Hashimoto Masukichi cùng với người giúp việc là Andō Chie và em họ bà là Nariyuki. Ông sau đó đã gửi thỉnh cầu đến Bộ Tổng tư lệnh các Lực lượng quân Đồng minh (GHQ) để về Việt Nam, đến tháng 9 năm 1950 thì đón tàu đi Bangkok dưới bí danh tiếng Trung ông đã dùng khi đến Nhật Bản. Tuy nhiên, Đại sứ quán Pháp đã báo tin cho chính phủ Thái Lan cấm ông lên bờ.

## Phong trào Cường Để
Năm 1925, Phan Bội Châu bị bắt, bị an trí ở Bến Ngự. Cường Để tiếp tục làm Hội chủ Việt Nam Quang phục Hội cho đến năm 1939, và Quang Phục Hội được cải tổ thành Việt Nam Phục quốc Đồng minh Hội, thường được gọi tắt là Việt Nam Phục Quốc hội.
Tại Việt Nam, những người đấu tranh cho độc lập dân tộc đã hình thành nên phong trào Cường Để vào những năm 1940 chủ yếu hoạt động ở miền Trung gồm có cựu Thượng thư Bộ Lại Ngô Đình Diệm, Bác sĩ Nguyễn Xuân Chữ, Bác sĩ Lê Toàn, Vũ Đình Di, Kỹ sư Vũ Văn An.
NĂm 1940, để cắt đứt đường tiếp tế từ phía Nam cho quân đội Trung Quốc, Nhật Bản đã thương lượng với phía Chính phủ Vichy để đưa quân qua Bắc Kỳ ngay sau khi Pháp bại trận ở châu Âu, bắt đầu thời kì Nhật Bản chiếm đóng Việt Nam. Cường Để, lúc đó đang ở Đài Bắc, biết tin và liên hệ với Trần Trung Lập yêu cầu phía Kiến quốc quân hợp tác với quân Nhật. Tuy nhiên, sau khi cân nhắc tình hình quốc tế, người Nhật đã bất ngờ bắt tay với Pháp, bỏ rơi Kiến quốc quân khiến Trần Trung Lập hy sinh ngày 26 tháng 12 năm 1940 tại Lục Bình, Lạng Sơn. Một lễ tưởng niệm cho ông đã được long trọng tổ chức tại Đài Bắc. Ngày 9 tháng 3 năm 1945, Nhật đảo chính Pháp, ai cũng tưởng Nhật đưa Cường Để về làm vua nhưng Nhật lại dùng lá bài Bảo Đại nên phong trào Cường Để dần suy tàn.

## Qua đời
Ông mất ngày 6 tháng 4 năm 1951, tại Tokyo, Nhật Bản, do bệnh ung thư gan. Tên ông từng được đặt cho một con đường tại Quận 1, Sài Gòn dưới thời Việt Nam Cộng hòa. Sau năm 1975, đại lộ Cường Để trở thành một phần đường Đinh Tiên Hoàng, đến năm 1980 lại được cắt phần lớn sang đường Tôn Đức Thắng (đoạn từ xưởng Ba Son đến đường Lê Duẩn hiện nay).

### Mộ phần

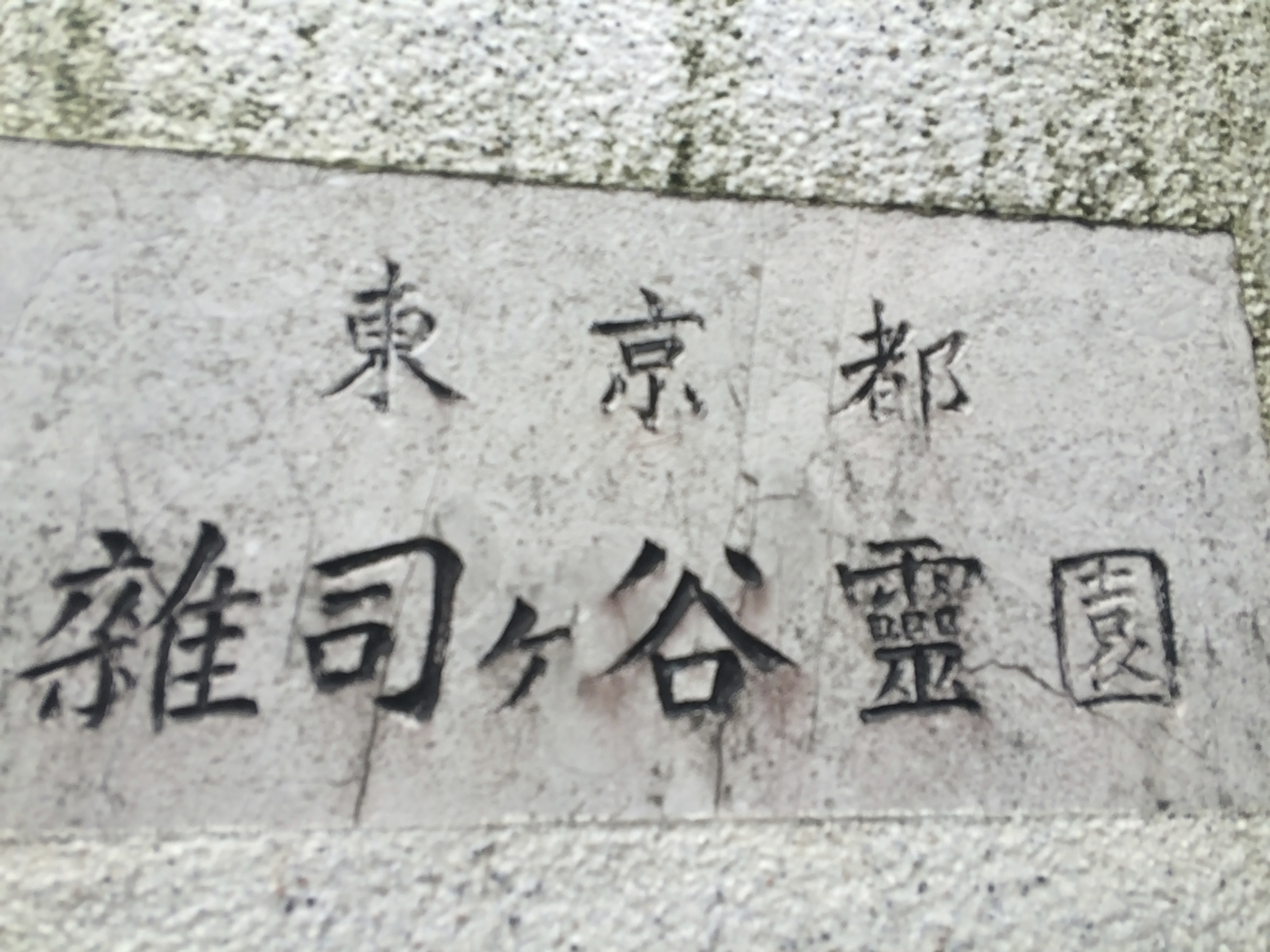
Nghĩa trang Tạp-ty-cốc 雑司ヶ谷 ở Tokyo nơi còn di cốt của Hoàng thân Cường Để

Di chúc ông dặn trao lại các tài vật cho Hội Thánh Cao Đài Tòa Thánh Tây Ninh do đạo Cao Đài đã từng ủng hộ ông. Vì vậy, năm 1954, một phần di cốt của ông được người Nhật trao cho giáo chủ đạo Cao Đài là Đức Hộ pháp Phạm Công Tắc đem về Tây Ninh. Năm 1957 phần thứ hai di cốt của ông cũng được hồi hương. Tổng thống Việt Nam Cộng hoà Ngô Đình Diệm đã cử hành trọng lễ đón nhận. Phần thứ ba di cốt được chôn trong mộ phần của Đông Du học sinh Trần Đông Phong ở nghĩa trang Zōshigaya mộ nằm ở dãy 1-4a-4-15（雑司ヶ谷 霊園) thuộc tuyến Toden Arakawa (都電荒川線), phường Toshima (豊島區 Toshima-ku, Phong Đảo khu). Hổ thẹn vì không vận động quyên góp đủ số tiền cho Phong trào, Trần Đông Phong đã tự sát năm 1908. Cảm kích trước nghĩa khí đó, chính Hoàng thân Cường Để đã xây mộ phần cho anh và rồi mộ phần đó lại được dùng làm nơi an nghỉ cuối cùng cho lãnh tụ Việt Nam Phục quốc Đồng minh Hội.
Hiện nay một phần tro cốt của Kỳ Ngoại Hầu Cường Để được con cháu an táng và xây lăng tại ngọn đồi thuộc tổ 10, khu vực 5, phường An Tây, Thành phố Huế.

## Gia đình
Trước khi xuất dương, Kỳ Ngoại hầu Cường Để đã lập gia đình với bà Lê Thị Trân (1883–1956). Hai ông bà có với nhau 3 người con là Tôn Nữ Thị Hảo, Tráng Liệt và Tráng Cử. Sau khi Kỳ Ngoại hầu xuất dương, bà Trân và các con bị tù tới 14 năm nơi nhà lao Hộ Thành.